# Turbina VLH
La turbina VLH, acronimo di Very Low Head, è una turbina idroelettrica pensata per lo sfruttamento di bassissimi salti (con altezza netta del salto tra 1,5 e 3,4 metri) che finora non permettevano la costruzione di siti idroelettrici ragionevolmente produttivi.
Nel 2003 è stata presentata una domanda di brevetto in Francia dalla MJ2 technologies per il sistema turbogeneratore VLH, esteso poi a livello internazionale nel 2006.
Normalmente, per rendere le macchine più competitive, i costruttori di turbine idrauliche hanno cercato da sempre di ottimizzare il loro prodotto aumentandone le prestazioni, in particolare attraverso una costante ricerca orientata alla diminuzione del diametro della girante. Tale diminuzione di diametro ha portato a strutture di adduzione e opera di presa di dimensioni tali per cui la loro implementazione economica è resa impossibile quando il salto è troppo basso.
L'idea alla base del concetto VLH va in senso opposto alla tendenza appena descritta, cercando di diminuire il più possibile le opere di adduzione e di presa aumentando il diametro della girante della turbina e integrando questa in una struttura auto-portante che assicura tutte le funzioni di un'installazione convenzionale.

## Caratteristiche
La VLH incorpora le seguenti funzioni:
- Turbina Kaplan standardizzata con 8 pale regolabili in funzione al livello a monte e alla portata.
- Struttura auto-portante che permette un completo assemblaggio in fabbrica e montaggio o smontaggio molto veloci.
- Generatore a magneti permanenti a presa diretta lenta e velocità variabile.
- La VLH si ferma chiudendo le sue pale. Le installazioni  VLH non richiedono paratoie a monte per bloccare l'unità.
- Distributore utilizzato come griglia di protezione.
- Sgrigliatore rotativo assemblato.
- Variatore di frequenza elettronico con piena potenza.
- Apparecchiature di controllo elettronico integrate che assicurano la gestione del turbogeneratore e delle attrezzature elettroniche.
- Dispositivo di prelievo che permetta il collocamento fuori dall'acqua dell'unità per manutenzione.

## Range

### Gamma salti netti
La gamma dei salti netti a cui si rivolge il concetto VLH si estende da 1,5 a 3,4 metri (fino a 4,5 m in versioni personalizzate rinforzate).
Il rinforzo della struttura di supporto permette di rendere accettabile il salto netto fino a più di 4,5 metri.

### Gamma portate
La gamma delle portate si estende da 10 a 27 m3/s, e l'installazione di più unità nello stesso sito permette di considerare portate complessive molto alte.

### Gamma potenze
Ciò si traduce in una gamma di potenza per unità da 100 a 500 kW (a livello di rete).

## Vantaggi
Oltre al fatto di funzionare con bassissimi salti, l'uso della turbina VLH permette una significativa riduzione dei costi delle opere civili. La quantità di cemento è ridotta e non sono necessari edifici esterni. 
Inoltre La VLH dispone di turbine e generatori sommersi. Non c'è impatto ambientale di livello significativo. La turbina è silenziosa e non ci sono vibrazioni.
Infine, test eseguiti su anguille, salmoni, trote e altre specie dimostrano un alto livello di “fish friendliness” con un tasso di mortalità prossimo allo zero.